# Cala Ferrera

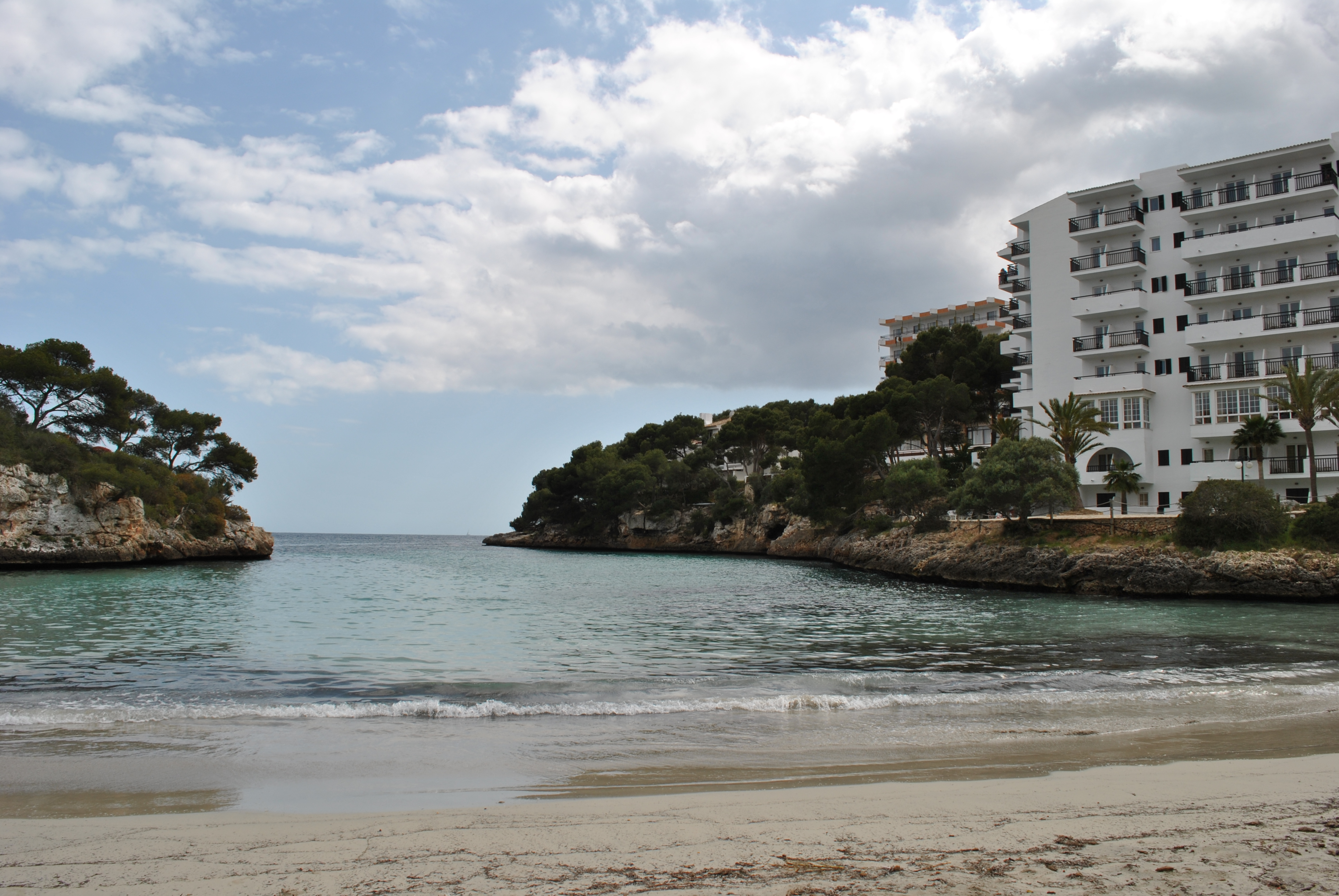
El Hotel Ponent Playa, junto a cala Ferrera.

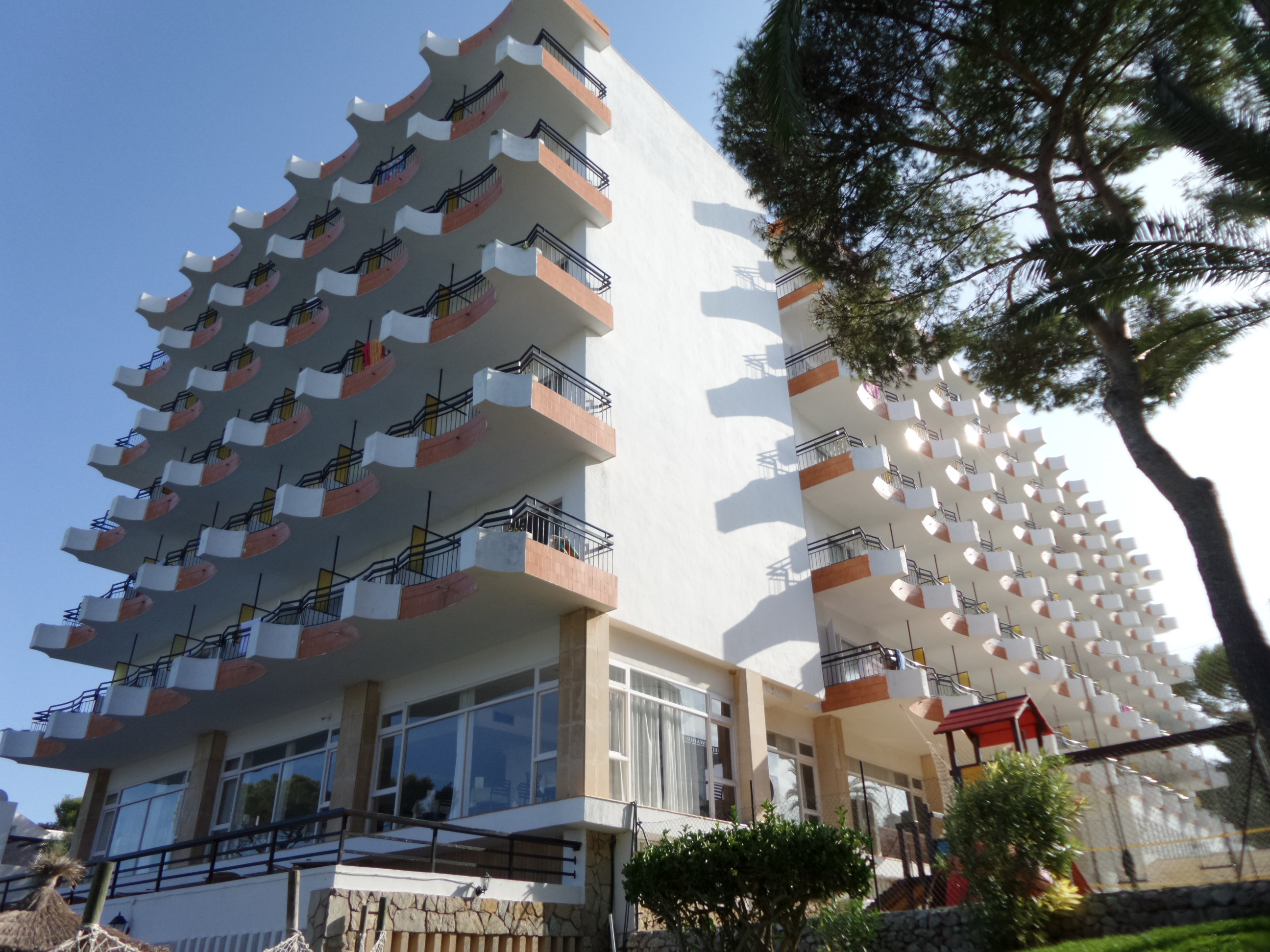
El emblemático Hotel Cala Ferrera.

Cala Ferrera es una localidad y pedanía española perteneciente al municipio de Felanich, en la parte suroriental de Mallorca, comunidad autónoma de las Islas Baleares. En plena costa mediterránea, anexos a esta localidad se encuentran los núcleos de Cala d'Or al sur y Cala Serena al este, y un poco más alejados están Porto Petro, s'Horta, Calonge y Porto Colom.
Se trata de uno de los principales centros turísticos del municipio felanichero, con una amplia oferta hotelera de sol y playa, rodeada de parajes naturales como cala sa Nau y cala Mondragón. La playa de Cala Ferrera, que da nombre al pueblo, es el epicentro de la localidad, y se encuentra enfrente de un pequeño islote denominado Farallón de Cala Ferrera.

## Historia
Fue aprobada su urbanización en los años 1970 y 1973 junto a la cala homónima. En el mapa del cardenal Despuig, de 1785, la playa ya se denominaba como Cala Ferrera.

## Demografía
Según el Instituto Nacional de Estadística de España, en el año 2021 Cala Ferrera contaba con 235 habitantes censados, lo que representa el 1,29% de la población total del municipio.

### Evolución de la población
| Gráfica de evolución demográfica de Cala Ferrera entre 2011 y 2021 |
|                                                                    |
| Datos según el nomenclátor publicado por el INE.                   |

## Comunicaciones
Algunas distancias entre Cala Ferrera y otras ciudades:
| Ciudades          | Distancia (km) |
| ----------------- | -------------- |
| Felanich          | 15             |
| Manacor           | 26             |
| Palma de Mallorca | 64             |